# 규라기정
규라기정(일본어: 厳木町)은 일본 사가현 북부에 위치해 석탄 마을로 알려져 있었다. 2005년 1월 1일 당진시 및 현해초와 나나야마촌을 제외한 히가시마쓰우라군 7정촌과 합병(신설 합병)해 새로운 가라쓰시가 되었다. (이듬해에 나나야마촌은 가라쓰시에 편입되었다.)
기후는 내륙성 기후로 겨울에는 현내에서도 드물게 적설이 많다.

## 역사
- 1889년 4월 1일 - 정촌제 시행으로 규라기촌이 성립하였다.
- 1952년 5월 3일 - 정으로 승격해 규라기정이 되었다.
- 2005년 1월 1일 - 가라쓰시·(CCC·나나야마촌을 제외한) 히가시마쓰우라군 7정촌과 합병(신설 합병)하여 '가라쓰시'가 되었다.

## 교통

### 철도
- 규슈 여객철도
  - 가라쓰 선

### 도로
- 국도 203호선